# Pataruman (Tarogong Kidul)
Pataruman is een bestuurslaag in het regentschap Garut van de provincie West-Java, Indonesië. Pataruman telt 9553 inwoners (volkstelling 2010).